# Woodford-Hill
Woodford-Hill est une ville de la Dominique, située dans la paroisse de Saint-Andrew.